# Gronowo (Braniewo)
Gronowo [ɡrɔˈnɔvɔ] (deutsch Grunau, Kr. Heiligenbeil/Ostpreußen) ist ein Dorf im äußersten Nordwesten der polnischen Woiwodschaft Ermland-Masuren. Es gehört zur Landgemeinde Braniewo im Powiat Braniewo (Braunsberg). Der Ort ist polnische Grenzübergangsstelle zum russischen Ort Mamonowo (Heiligenbeil) in der Oblast Kaliningrad (Gebiet Königsberg (Preußen)).

## Geographie
Gronowo liegt an der früheren deutschen Reichsstraße 1 und der heutigen polnischen Landesstraße (DK) 54 am Übergang zur russischen Regionalstraße 27A-020 (ex A 194) zwischen der jetzigen Kreisstadt Braniewo (Braunsberg) und der früheren Kreisstadt Mamonowo (Heiligenbeil).
Eine Nebenstraße verbindet Gronowo mit der ehemaligen Reichsautobahn Berlin–Königsberg, die heute die Trasse der polnischen Schnellstraße S 22 bzw. russischen Regionalstraße 27A-002 (ex R 516) darstellt, und die am 7. Dezember 2010 wieder für den Verkehr geöffnet werden soll.
Bis zur Mündung der Pasłęka (Passarge) an der Küste des Frischen Haffs bei Stara Pasłęka (Alt Passarge) sind es sieben Kilometer.
Die Bahnstrecke von Malbork (Marienburg (Westpreußen)) nach Kaliningrad (Königsberg (Preußen)) führt nordwestlich an Gronowo vorüber und ist über die Bahnstation Braniewo (Braunsberg, 6 km) zu erreichen.

## Geschichte
Im Jahre 1331 wird das Kirchspiel Grunau-Alt Passarge bereits erwähnt.
Das Dorf Grunau gehört bis 1945 zum Landkreis Heiligenbeil im Regierungsbezirk Königsberg der preußischen Provinz Ostpreußen. Im Jahre 1910 zählte der Ort 327 Einwohner, deren Zahl bis 1933 auf 391 stieg und 1939 noch 402 betrug. Das zuständige Amtsgericht war das in Heiligenbeil.
Am 11. Juni 1874 wurde der Amtsbezirk Grunau gebildet. Er setzte sich aus den vier Landgemeinden Grunau (heute polnisch: Gronowo), Neu Damerau (Nowa Dąbrowa, nicht mehr existent), Radau (Rodowo) und Wermten (teilweise auf russischem Staatsgebiet, nicht mehr existent) sowie den vier Gutsbezirken Carben (ab 1931 „Karben“, russisch: Prigorkino, nicht mehr existent), Einsiedel (Siedlisko), Hammersdorf (Młoteczno) und Streitswalde (Strzyżewo, nicht mehr existent) zusammen. Aufgrund zwischenzeitlicher Gemeindereformen bei Eingliederung kleinerer Ortschaften in größere Verbände bestand das Amt Grunau 1945 noch aus den drei Landgemeinden Grunau, Hammersdorf und Wermten.
Durch die Ziehung der polnisch-russischen Grenze nach 1945 kam Grunau zu Polen und ist heute Ortsteil der Gmina Braniewo im Powiat Braniewski in der Woiwodschaft Ermland-Masuren (zwischen 1975 und 1998 Woiwodschaft Elbing). Der Ort zählt heute etwas mehr als hundert Einwohner.

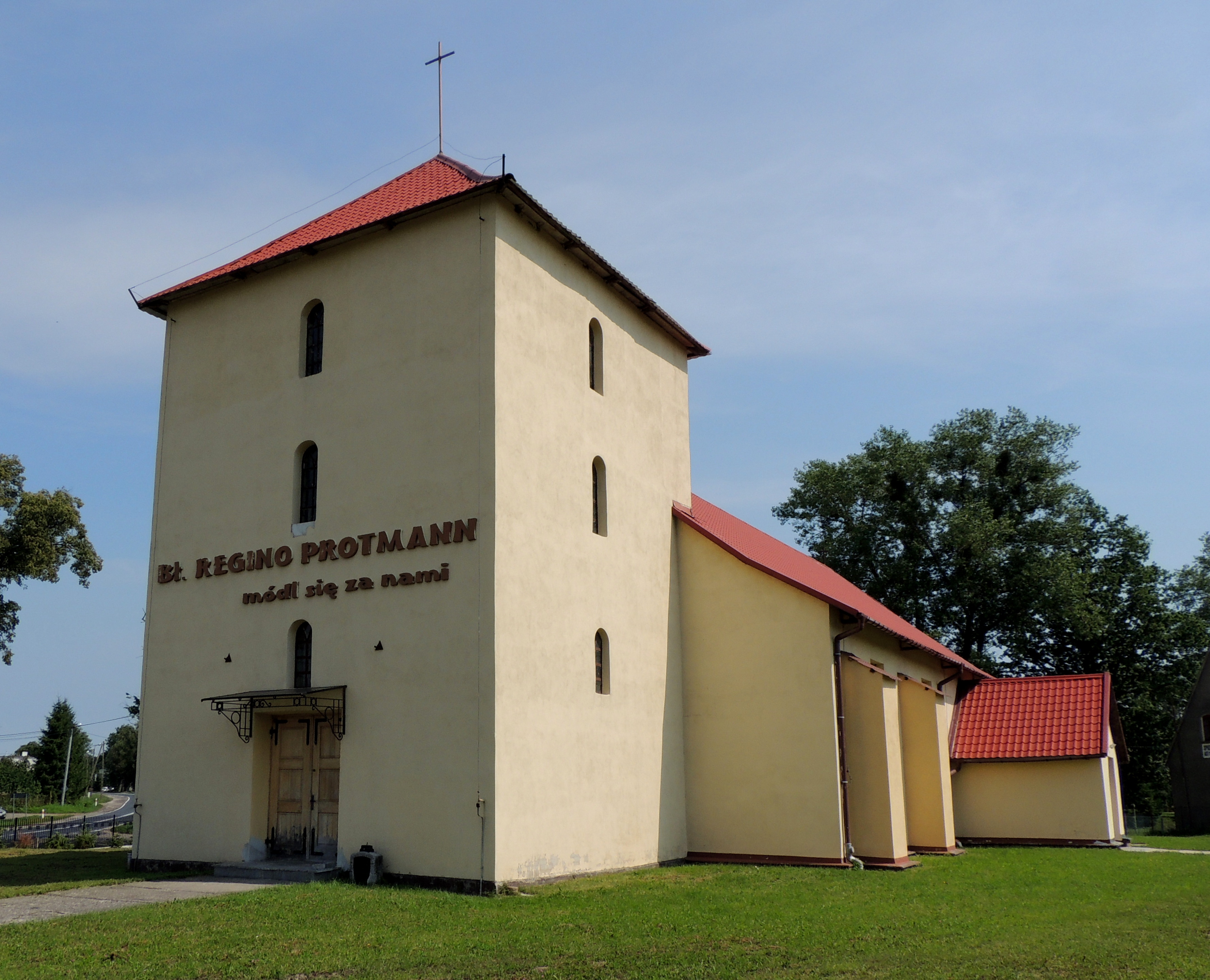
Die Kirche in Gronowo

## Evangelische Kirche

### Kirchspiel
Das aus vorreformatorischer Zeit stammende Kirchspiel Grunau-Alt Passarge (Alt Passarge wurde 1929 nach Braunsberg umgegliedert) zählte vor 1945 insgesamt 844 Gemeindeglieder. Zu dem Pfarrsprengel, der östlich der Pasłęka (Passarge) sich hinzog, gehörten zwölf Ortschaften, die in zwei Schulbezirke unterteilt waren (Zeichen: * = Schulorte, ° = Ort nicht mehr existent):
| - Einsiedel (Siedlisko) - Gerlachsdorf (Zgoda) - Grunau* (Gronowo) - Hammersdorf (Młoteczno), mit: Kayling (Kalina) - Helenenhof (Skarbkowo) - Neu Damerau° (Nowa Dąbrowa) | - Radau (Rodowo) - Rossen* (Rusy) - Ruhnenberg° (Runka) - Streitswalde° (Strzyżewo) - Vorderwalde (Podleśne) - Wachtbude° (Fhs.) |

Das Kirchspiel Grunau gehörte bis 1945 zum Kirchenkreis Heiligenbeil in der Kirchenprovinz Ostpreußen der evangelischen Kirche der Altpreußischen Union.

### Pfarrer bis 1945
Seit der Reformation und bis 1945 amtierten in Grunau 27 evangelische Geistliche:
- Erhardus NN., 1525
- Johannes Frisch, ?
- Petrus NN., ?
- Caspar Scheibichen, 1541–1545
 (zugleich Pfarrer von Lindenau)
- Bartholomäus Luthermann, 1545–1554
- Johann Zimmermann, 1554–1564
- Philipp Mekeler, 1564–1566
- Andreas Finkelthaus, 1566–1582
- David Finkelthaus, 1582–1634
- Christoph Siegfried, 1634–1637
- Thomas Bernhardi, 1637–1666
- Samuel Augustin Hain, 1666–1691
- Johann Biemann, 1691–1718
- Johann Friedrich Sartorius, 1718–1721
- Daniel Heinrich Krumbholz, 1721–1732
- Friedrich Wilhelm Büttner, 1732–1745
- Johann Christoph Scheltz, 1745–1762
- Johann Reinhold Fischer, 1763–1804
- Christian Gottlieb Kuhr, 1804–1846
- Julius Karl W. Lube, 1847–1866
- (Johann) Heinrich Pancritius, 1866–1876[1]
- Ernst H. E. Wehringer, 1876–1893
- Alfred Gottlieb Petersdorff, 1894
- Hermann Moritz W. Lau, 1894–1926
- Hans Krumm, 1927–1935
- Albert Hoffmann, 1935–1940
- Otto Krause, 1941–1945